# Dimitri Jiriakov
Dimitri Jiriakov (né le 8 novembre 1985 à Moscou en Russie) est un coureur cycliste liechtensteinois.

## Palmarès
- 2001
  -   Médaille d'or de la course en ligne des Jeux des Petits Etats d'Europe
- 2006
  -  Champion du Liechtenstein sur route
- 2007
  -  Champion du Liechtenstein sur route
  -  Champion du Liechtenstein du contre-la-montre
- 2008
  -  Champion du Liechtenstein sur route
  -  Champion du Liechtenstein du contre-la-montre

## Classements mondiaux
| Année         | 2008 |
| ------------- | ---- |
| UCI Asia Tour | 213e |